# Джугашвили, Яков Иосифович
Я́ков Ио́сифович Джугашви́ли (груз. იაკობ იოსების ძე ჯუღაშვილი; 18 (31) марта 1907, село Баджи, Кутаисская губерния — 14 апреля 1943, концлагерь Заксенхаузен) — старший сын Иосифа Сталина, старший лейтенант РККА. 16 июля 1941 года, в самом начале Великой Отечественной войны, при попытке выхода из окружения возле города Лиозно попал в немецкий плен. 14 апреля 1943 года погиб в концлагере Заксенхаузен. Согласно свидетельствам очевидцев, Джугашвили бросился на колючую проволоку, а часовой спустя мгновение выстрелил ему в голову. Подробную информацию о его смерти, основанную на материалах допросов охранников и опросов узников концлагеря, руководство СССР получило ещё в 1945 году, а немецкие документы об обстоятельствах гибели Джугашвили, обнаруженные американскими спецслужбами в Берлине сразу после войны, были рассекречены в 1968 году. В 1977 году Яков Джугашвили был посмертно награждён Орденом Отечественной войны I степени.

## Ранние годы
Яков Джугашвили родился 18 (31) марта 1907 года в селе Баджи Рачинского уезда близ Кутаиси (ныне Амбролаурский район, край Рача-Лечхуми и Нижняя Сванетия, север Грузии). Его мать, Екатерина Сванидзе, первая жена Сталина, умерла от брюшного тифа спустя восемь месяцев. До 14 лет Якова воспитывала тётка, Александра Монаселидзе (Сванидзе). Ближайшая грузинская школа находилась в селе Чребало, в семи километрах от Баджи. Яков ходил туда каждый день пешком.
В 1921 году Якова привезли в Москву, и он впервые увидел отца. У Сталина была новая семья, родился сын Василий. Яков говорил только по-грузински, был молчалив и застенчив. Сталин пренебрежительно называл его волчонком. Но Надежда Сергеевна Аллилуева, вторая жена Сталина, заботилась о юноше.
В Москве Яков учился вначале в общеобразовательной школе на Арбате, затем в электротехнической школе в Сокольниках. Во время учёбы увлекался шахматами и выигрывал все турниры. Окончил школу в 1925 году с высокими оценками по математике, физике, химии и другим предметам, но подать заявление в институт не решился. В том же году он женился первым браком на 16-летней Зое Гуниной (1908—1957), однокласснице и дочери священника. Свадьбу сыграли втайне от Сталина, который был категорически против этого брака.
В результате конфликта с отцом Яков попытался застрелиться, но пуля прошла навылет, и он долго болел. Сталин стал относиться к нему ещё хуже. При встрече он издевательски бросил ему: «Ха, не попал!» 9 апреля 1928 года в письме к жене Сталин написал: «Передай Яше от меня, что он поступил как хулиган и шантажист, с которым у меня нет и не может быть больше ничего общего. Пусть живёт где хочет и с кем хочет».
По предложению С. М. Кирова молодые люди переехали в Ленинград и поселились в семье Аллилуевых. Сталин несколько раз требовал от сына вернуться в Москву, но тот настоял на своём. При поддержке Кирова Яков устроился помощником дежурного электромонтёра на 11-й подстанции. Зоя училась в Горном институте. В 1929 году у них родилась дочь, которая умерла в октябре. Вскоре после этого брак распался.
В 1930 году Яков поступил в Московский институт инженеров транспорта на теплофизический факультет и окончил его в 1936 году, хотя во всех анкетах указывал, что окончил институт в 1935 году.
В 1935 году во время каникул в Урюпинске в квартире родственников второй жены Сталина Н. С. Аллилуевой познакомился с Ольгой Павловной Голышевой (1909—1957). Официально брак не был оформлен. 10 января 1936 года у них родился сын Евгений.
11 декабря 1935 года Яков женился на балерине Юлии (Юдифи) Исааковне Мельцер (1911—1968). 18 февраля 1938 года у них родилась дочь Галина.
В 1936—1937 годах Яков работал дежурным инженером-турбинистом на электростанции завода им. Сталина. Сталин очень хотел, чтобы его сыновья стали военными. В 1937 году по совету отца Яков поступил на вечернее отделение Артиллерийской академии РККА. Сначала учился неважно, но почти все выпускные экзамены сдал на четвёрки. Академию окончил 9 мая 1941 года, с того же месяца — командир артиллерийской батареи; тогда же вступил в ВКП(б).

## Великая Отечественная война

### Первые дни

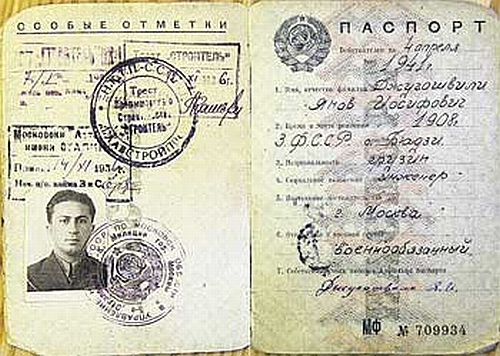
Паспорт Якова Джугашвили

22 июня 1941 года, в день начала Великой Отечественной войны Яков Джугашвили позвонил с дачи своего брата Василия. В телефонном разговоре с сыном Иосиф Виссарионович напутствовал его: «Иди и сражайся!». 25 июня во время очередного совещания в Кремле в ответ на вопрос маршала Семёна Тимошенко о возможности направить Якова на передовую Иосиф Сталин ответил ему так:

Некоторые, мягко говоря, чересчур ретивые работники всегда стремятся угодить начальству. Я не причисляю вас к таковым, но советую вам впредь никогда не ставить передо мной подобных вопросов.

С 27 июня 1941 года Яков находился в действующей армии: он имел звание старшего лейтенанта и занимал должность командира 6-й артиллерийской батареи 14-го гаубичного полка 14-й танковой дивизии 7-го мехкорпуса 20-й армии.
4 июля 1941 года части 16-й, 19-й и 20-й армии попали в окружение под Витебском.
За бой 7 июля 1941 у реки Черногостница под Сенно Витебской области наряду с другими бойцами Яков Джугашвили был представлен к правительственной награде.
16 июля 1941 года при выходе из окружения возле города Лиозно он пропал. Согласно трёхстраничному рапорту бригадного комиссара Алексея Румянцева, безуспешные поиски сына Сталина продолжались до 25 июля. Согласно показаниям красноармейца Лопуридзе, с которым Яков Джугашвили пытался выйти из окружения, сутками ранее оба бойца переоделись в крестьянскую одежду и закопали свои документы: позже Лопуридзе двинулся дальше, а Джугашвили присел отдохнуть. Поскольку рядом не было немцев, Лопуридзе был уверен, что Яков вышел к своим. На следующий день, когда Джугашвили не вышел к своим, из Ставки ВГК была направлена шифровка следующего содержания: «Жуков приказал немедленно выяснить и донести в штаб фронта, где находится командир батареи 14-го гаубичного полка, 14-й танковой дивизии старший лейтенант Джугашвили Яков Иосифович».

### Плен
Первый допрос взятого в плен Якова Джугашвили состоялся 18 июля 1941 года — в этот день он был доставлен самолётом в штаб командующего 4-й армией вермахта генерал-фельдмаршала Гюнтера фон Клюге. Оригинальный протокол допроса был найден после войны в архиве министерства авиации в Берлине, 31 января 1946 года направлен наркомом госбезопасности СССР В. Н. Меркуловым И. В. Сталину и находится сегодня в Центральном архиве министерства обороны в Подольске. Допрос Якова Джугашвили вели майор Гольтерс и капитан Ройшле, которые задали пленнику 150 вопросов. В ходе допроса Яков заявил, что он с гордостью защищал свою страну и её политическую систему, но в то же время он не скрывал своего разочарования действиями Красной армии.
19 июля 1941 года берлинское радио сообщило о том, что сын Сталина попал в плен. В дальнейшем гитлеровцы стали разбрасывать над позициями советских войск листовки с изображением Якова и призывами сдаваться в плен. Одна такая листовка была передана 7 августа Сталину. Она содержала текст письма, якобы написанного Яковом. 15 августа 1941 года газета «Красная звезда», редакция которой еще не знала о пленении Якова Джугашвили, писала:

Изумительный пример подлинного героизма показал в боях под Витебском командир батареи Яков Джугашвили. В ожесточённом бою он до последнего снаряда не оставлял своего поста, уничтожая врага.
Скитания Якова Джугашвили по немецким лагерям продолжались почти два года. Сначала он находился в Хаммельбурге, весной 1942 года был переведен в офицерский лагерь «X-C» в Любек, а в октябре 1942 года — в Заксенхаузен, где содержался в особом лагере «A».

### Возможность обмена
Существует версия о том, что немецкое командование предлагало обменять Якова на фельдмаршала Паулюса, взятого Красной армией в плен в Сталинграде, но Сталин отказался. Однако никаких документальных подтверждений этому не найдено. При этом в киноэпопее «Освобождение» сценаристы приписали Сталину фразу «я солдата на фельдмаршала не меняю». По воспоминаниям Молотова, Сталин не стал выручать Якова, сказав: «Там все мои сыны».
В книге «Двадцать писем к другу» дочь Сталина Светлана Аллилуева вспоминала:

Зимой 1943-44 года, уже после Сталинграда отец вдруг сказал мне в одну из редких тогда наших встреч: «Немцы предлагали обменять Яшу на кого-нибудь из своих… Стану я с ними торговаться! Нет, на войне как на войне».
Согласно Л. Мазырину, в 1942 году советские спецслужбы якобы дважды пытались освободить Якова Джугашвили из плена. 
В своих мемуарах маршал Георгий Жуков писал, что во время одной из прогулок заговорил со Сталиным о том, что известно о судьбе Якова. Сталин ответил на вопрос не сразу, «пройдя добрую сотню шагов», но заявил, что спастись у Якова шансов нет:

Не выбраться Якову из плена. Расстреляют его. Душегубы. По наведённым справкам, держат они его изолированным от других военнопленных и агитируют за измену Родине […] Яков предпочтёт смерть измене Родине.
В фильме «Падение Берлина» режиссёр Михаил Чиаурели хотел вывести Якова Джугашвили в качестве трагического героя войны, но Сталин воспрепятствовал этому.

## Гибель

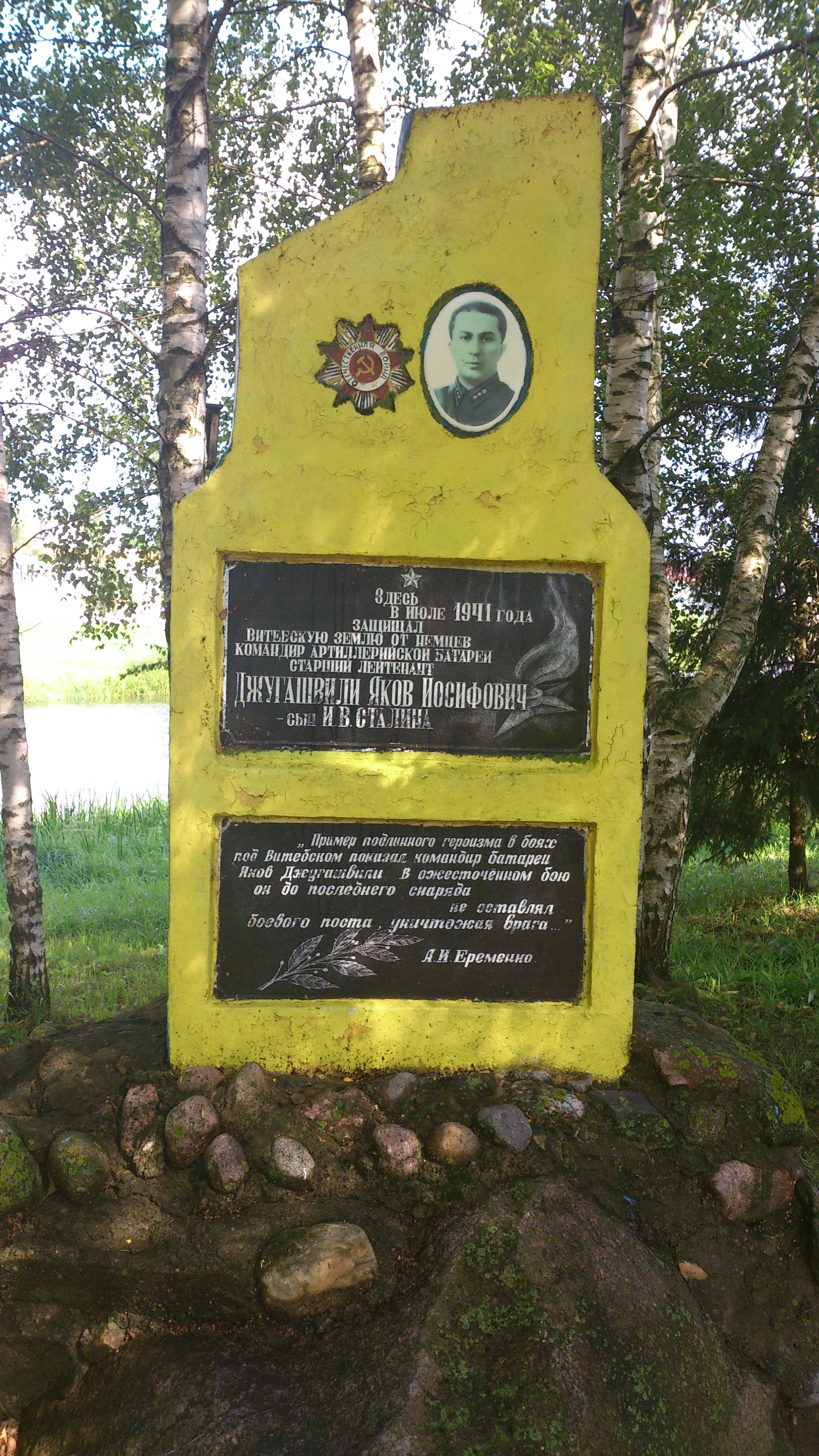
Памятный знак Джугашвили Я. И. в агрогородке Копти под Витебском

### Официальная версия
Летом 1945 года в одном из тайников СС в южной Германии сотрудники спецслужб США обнаружили материалы, которые проливали свет на судьбу Якова Джугашвили, но были рассекречены только в 1968 году. Проверку обстоятельств гибели Якова проводила особая комиссия, прибывшая в Заксенхаузен из Берлина по указанию Генриха Гиммлера. Так, допрошенный комиссией часовой роттенфюрер СС Конрад Хафрих показал, что вечером 14 апреля 1943 года Яков Джугашвили не выполнил приказа зайти в барак и потребовал встречи с комендантом лагеря. Начальник караула унтершарфюрер СС Юнглинг ответил, что комендант уже скорее всего не в лагере, и ему придется ждать до утра, но Джугашвили настаивал на своём, при этом был в сильно возбуждённом состоянии. Юнглинг пошёл позвонить коменданту лагеря, а Джугашвили после его ухода внезапно направился через нейтральную тропу к проволоке. После окрика часового Хафриха Яков закричал: «Часовой, стреляй!». Хафрих кричал ему вернуться в барак, но Яков подбежал к проволоке под током высокого напряжения и схватился за неё двумя руками. Хафрих выстрелил ему в голову, тело упало на проволоку и осталось висеть на ней. Показания Густава Вегнера, командира батальона СС, охранявшего концлагерь Заксенхаузен, полностью совпадали с показаниями роттенфюрера СС Хафриха: Вегнер при этом уточнял, что убийство произошло в 7 часов вечера.
Согласно протоколу вскрытия, пуля попала в голову в четырёх сантиметрах от правого уха и раздробила череп. Однако смерть наступила раньше — от поражения электрическим током высокого напряжения. Труп был сожжён в крематории лагеря, а вскоре после этого урна вместе с результатами расследования и свидетельством о смерти была отправлена в РСХА и там пропала.

### Возможная ссора с пленными британцами
В отчёте комиссии Гиммлера утверждалось, что незадолго до гибели Якова Джугашвили он устроил ссору с английскими военнопленными, содержащимися в том же блоке. Утверждения, описывающие подробности ссоры с англичанами, приводились в одном из номеров газеты «The Times»: сообщалось, что Яков Джугашвили проживал в одном бараке с группой пленных британских лётчиков, среди которых были командир авиационной эскадрильи Томас Кушинг, лётчики Уильям Мёрфи, Эндрю Уолш и Патрик О’Брайен. При этом Джугашвили жил в одной половине барака вместе с неким Василием Кокориным, представлявшимся в качестве племянника Народного комиссара иностранных дел СССР Вячеслава Молотова. По данным «The Times», в день гибели имела место ссора с участием Джугашвили, Кокорина и британцев, в ходе которой О’Брайен разбил Кокорину лицо до крови, что якобы довело Якова до нервного срыва и вынудило его пойти на отчаянный шаг. Томас Кушинг завешивал окна барака простыней в момент гибели Якова, а немцы позже поручили ему завернуть тело погибшего и унести его. Согласно журналу «Time» и газете «The Times», американские и британские дипломаты якобы не решались предоставлять информацию Сталину об обстоятельствах смерти его сына, чтобы не привлекать внимание Сталина к трениям между военнопленными, произошедшими незадолго до трагедии.
Однако начальник караула унтершарфюрер СС Юнглинг, которого в том же 1968 году разыскали журналисты журнала «Stern», категорически отрицал факты каких-либо ссор. Он же, как последний, кто общался с Джугашвили в последние минуты его жизни, сказал, что, по его мнению, это была не попытка к бегству, а «акт отчаяния человека, готового на всё и находившегося вне себя». Вскоре западногерманские журналисты нашли и английского военнопленного из того же блока, сержанта Томаса Кушинга, который единственный из англичан знал немецкий язык и на нём много общался с Джугашвили в последние месяцы его жизни; он также отрицал ссоры между военнопленными и подтвердил, что Джугашвили вёл себя в плену с достоинством, но в последние дни находился в состоянии какого-то шока, о причинах которого ничего не стал говорить. Отрицал конфликты между военнопленными на своих послевоенных допросах и сам бывший комендант Заксенхаузена штандартенфюрер СС Антон Кайндль. В конце войны Сталину доставили свидетельства солагерников сына и охранников лагеря. В докладной записке заместителя министра внутренних дел СССР И. А. Серова министру внутренних дел С. Н. Круглову от 14 сентября 1946 года, сообщалось об обстоятельствах смерти Джугашвили, которые удалось установить после допросов коменданта лагеря и охранника. Начальник Управления регистрации и архивных фондов ФСБ Василий Христофоров сообщал, что в архивах есть много свидетельских показаний, которые подтверждали достойное поведение Якова Джугашвили в плену. Возможно, под влиянием этой информации Сталин смягчил своё отношение к сыну и даже стал проявлять некоторую заботу о его дочери, своей внучке.

### Иные версии
Судьба Якова Джугашвили до сих пор является предметом споров. Несмотря на заявление Федеральной службы безопасности от 6 июня 2007 года о том, что он действительно был в немецком плену, по-прежнему бытует версия, что его пленение было провокацией германской разведки. Например, Артём Сергеев, приёмный сын Сталина, утверждал, что Яков никогда не был в немецком плену, а погиб в бою 16 июля 1941 года.

## Награды
- Орден Красного Знамени (1941) — за уничтожение огнём своей батареи двух орудий ПТО, двух артбатарей, одного пулемётного расчёта, около роты противника и подавление огня одной артбатареи противника и одного миномётного взвода[41]
- Орден Отечественной войны 1-й степени (28 октября 1977, посмертно закрытым указом[42][18])

## Киновоплощения
- Вильям Шаллерт — «Девушка в Кремле[англ.]» (США, 1957)
- Иосиф Гогичайшвили — «Освобождение» (1969—1971)
- Заза Колелишвили — «Яков, сын Сталина» (1990)
- Влодзимеж Пресс — «Европа, Европа» (1990)
- Равиль Исянов — «Сталин» (1992)
- Дато Иашвили — «Сталин. Live» (2006)
- Нодар Сирадзе — «Сын отца народов» (2013)
- Сергей Шевченко — «Власик. Тень Сталина» (2017)

## Комментарии
1. ↑  Согласно журналу «Time», досье было найдено сотрудниками спецслужб США и Великобритании в Берлине, а рассекречено только в конце февраля 1968 года[31].
2. ↑  Согласно рассекреченным документам, Кокорин Василий Васильевич 1923 года рождения, старшина 1-й маневренной воздушно-десантной бригады РККА, был пленён немцами 11 апреля 1942 года в районе Демянска, на допросах выдавал себя за племянника Молотова. В июле 1942 года он был отправлен в Берлин, а позже переведён в Заксенхаузен: на допросах он говорил, что в день гибели Якова Джугашвили слышал отчётливо звук выстрела. В июне 1944 года Кокорин был завербован немецким офицером СД для провокаторской работы среди заключенных Заксенхаузена. За время пребывания в плену переболел тифом и лишился ног. Арестован 21 июня 1945 года в Одессе, допрашивался Смерш в 1947 году по факту обвинения в соучастии в убийстве Джугашвили (позже это обвинение сняли). 10 января 1952 года Военным трибуналом Московского военного округа признан виновным в измене родине (статья 58-1 «б» УК РСФСР) и приговорён к смертной казни через расстрел, приговор приведён в исполнение 26 марта 1952 года[36]